# Takuma Abe
Takuma Abe (阿部 拓馬 Abe Takuma?), född 5 december 1987 i Tokyo prefektur, är en japansk fotbollsspelare.
Abe började sin karriär 2010 i Tokyo Verdy. Han spelade 93 ligamatcher för klubben. 2013 flyttade han till VfR Aalen. Efter VfR Aalen spelade han för Ventforet Kofu, FC Tokyo, Ulsan Hyundai FC, Vegalta Sendai och FC Ryukyu.